# Marathyssa umbratilis
Marathyssa umbratilis là một loài bướm đêm trong họ Noctuidae.